# KUROI MORI
KUROI MORI（クロイモリ）は、日本のポストロックバンド「THE CREATOR OF」のメンバー、古谷弘毅（HIROKI FURUTANI）によるソロプロジェクトである。

## 来歴
1999年、1stアルバム『Schwarzwald - Kuroi Mori』をアメリカのレーベル「Tone Casualties」からリリース。
2001年に2ndアルバム『Dawning』（Tone Casualties）をリリース。
2009年に3rdアルバム『Memento Mori』（Tone Casualties）をリリース。
THE CREATOR OFにギター、シンセで参加。
2011年に4thアルバム『Child's Hill』（ウェーブマスター／エイベックス・マーケティング）をリリース。

## ディスコグラフィ

### アルバム
- Schwarzwald - Kuroi Mori（1999年、Tone Casualties）
- Dawning（2001年、Tone Casualties）
- Memento Mori（2009年、Tone Casualties）
- Child's Hill（2011年6月25日、WAVE MASTER）